# アリゾナ時間
アリゾナ時間（アリゾナじかん）では、アメリカ合衆国アリゾナ州の標準時について記す。アリゾナ州は山岳部標準時を採用していて、アメリカの他の州と同様にアメリカ合衆国運輸省によって規定されている。

## 夏時間

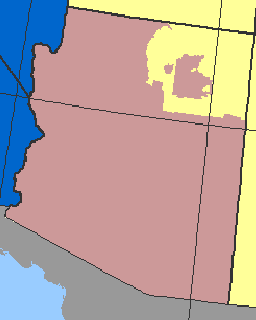
アリゾナ州の夏時間。黄色の地域は夏時間を採用している。

アリゾナ州はアメリカの大多数の州と異なり、夏時間（DST）を実施していない。ただし、インディアン保留地であるナバホ・ネイションでは夏時間が実施されている。ナバホ・ネイションに囲まれているホピ居留地は、夏時間を採用していない。

## tz database
tz databaseの2017年C版には、アリゾナ州に2つの標準時が含まれている。
| 国 | 座標            | TZ               | 解説                                    | 協定世界時との差 | 夏時間 | 備考 |
| -- | --------------- | ---------------- | --------------------------------------- | ---------------- | ------ | ---- |
| US | +332654-1120424 | America/Phoenix  | 山岳部標準時 - アリゾナ（ナバホを除く） | -07:00           | -07:00 |      |
|    |                 | America/Shiprock |                                         | -07:00           | -06:00 |      |